# Hibbertia lanceolata
Hibbertia lanceolata är en tvåhjärtbladig växtart som beskrevs av Louis Édouard Bureau och Guillaumin, Guillaumin. Hibbertia lanceolata ingår i släktet Hibbertia och familjen Dilleniaceae. Inga underarter finns listade i Catalogue of Life.